# John Laguerre
John Laguerre (* 1688 in London; † 1748) war ein französischer Historienmaler, Kupferstecher und Sänger. Am Theater benutzte er die Künstlernamen John Lagarde, John Legar, John Legard, John Le Garde, John Legare, John Leguar.

## Leben
John Laguerre, genannt Jack, wurde in London geboren. Sein Vater war Louis Laguerre (1663–1721); von ihm erlernte er die Malerei und das Handwerk der Kupferstecherei. Er arbeitete auch unter William Hogarth. Obwohl er relativ bald von seinen Arbeiten hätte leben können, zog es ihn zum Theater, wo er Sänger werden wollte. Seine Gesangskarriere begann 1720 in London mit einer Nebenrolle in Georg Friedrich Händels Radamisto. Sodann wurde er an den Covent Garden verpflichtet, wo er 1721–1740 in verschiedenen Pantomimen, Afterpieces, Burlesquen oder Lieder-Opern auftrat. 1721, während einer Vorstellung im Drury Lane Theatre, starb sein Vater im Zuschauerraum. 1724 sang Laguerre den Curio in Händels Giulio Cesare. Seine erfolgreichsten Rollen waren Hob in Flora (einer englischen Oper mit dem Untertitel Hob in the Well) und Gaffer Gubbins in The Dragon of Wantley.
Diverse Szenen aus Flora hat Laguerre auch gemalt. Daneben malte er Theaterszenen und porträtierte literarische Personen von Falstaff bis Doll Tearsheet.
1724 heiratete er die Tänzerin und Schauspielerin Mary Rogeir, mit der er stets zusammenarbeitete, und nach deren Tod 1739 auch seine Karriere beendet war. 1741 wurde er wegen Schulden inhaftiert, doch es wurde ihm erlaubt, in einer Benefizveranstaltung zu seinem eigenen Vorteil zu singen. 1746 nahm ihn der Produzent John Rich (1692–1761) als Bühnenbildner unter Vertrag.
Laguerre starb 1748 verarmt und unter ungeklärten Umständen.

Gemälde von John Laguerre mit Szenen aus der Oper „Flora“
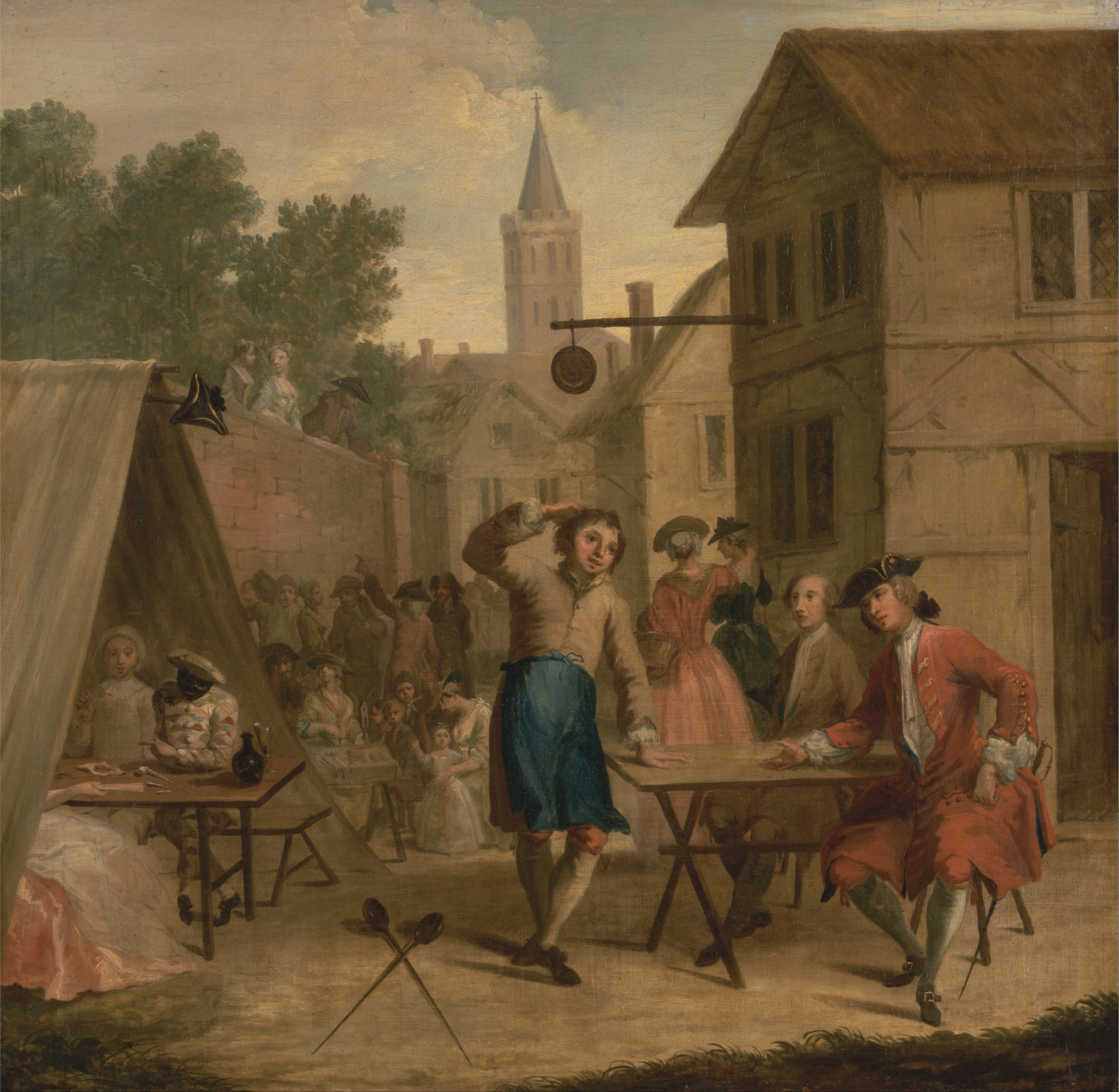
Hob verkauft Bier
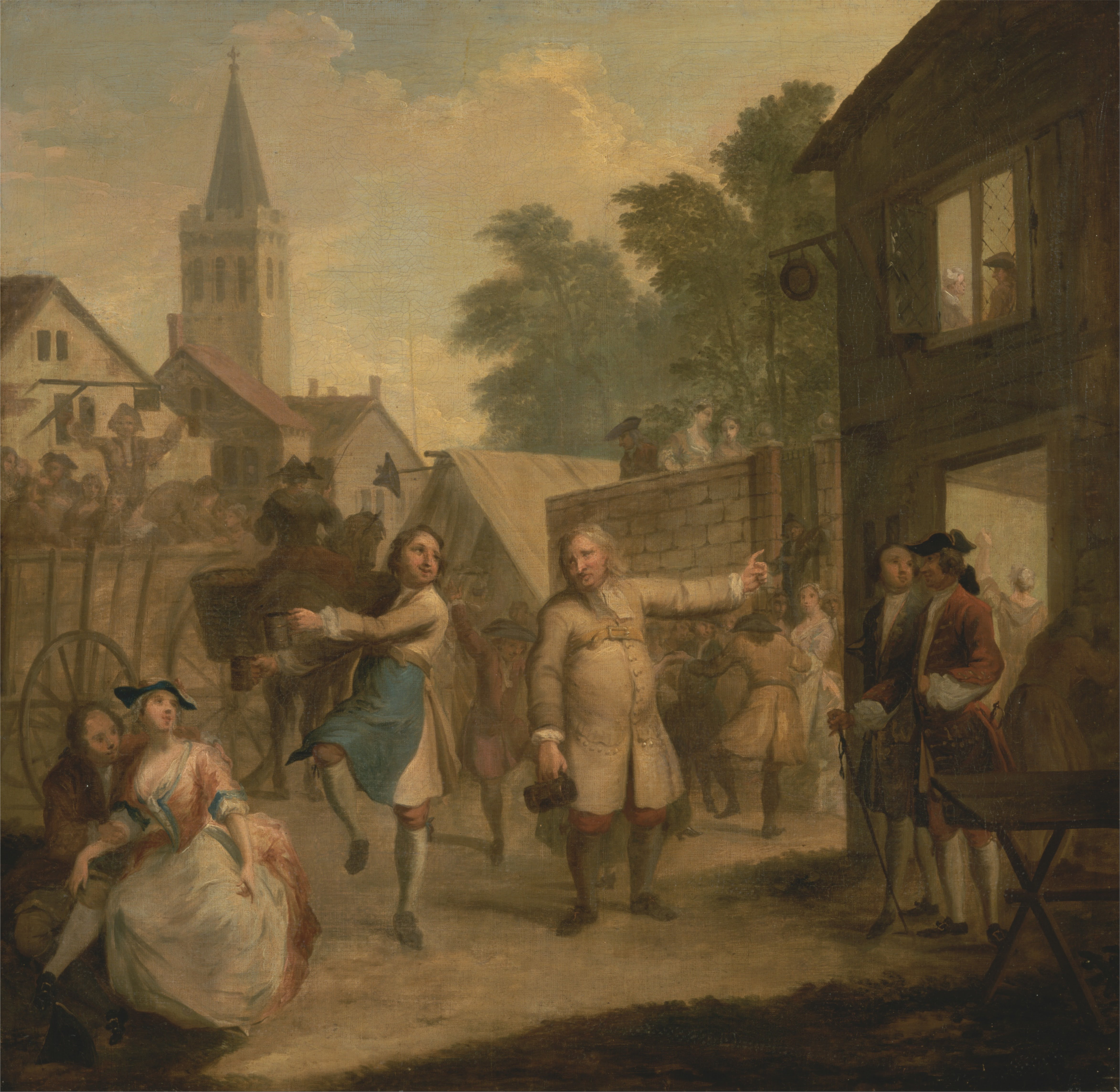
Hob tanzt trotzig weiter vor seinem Vater
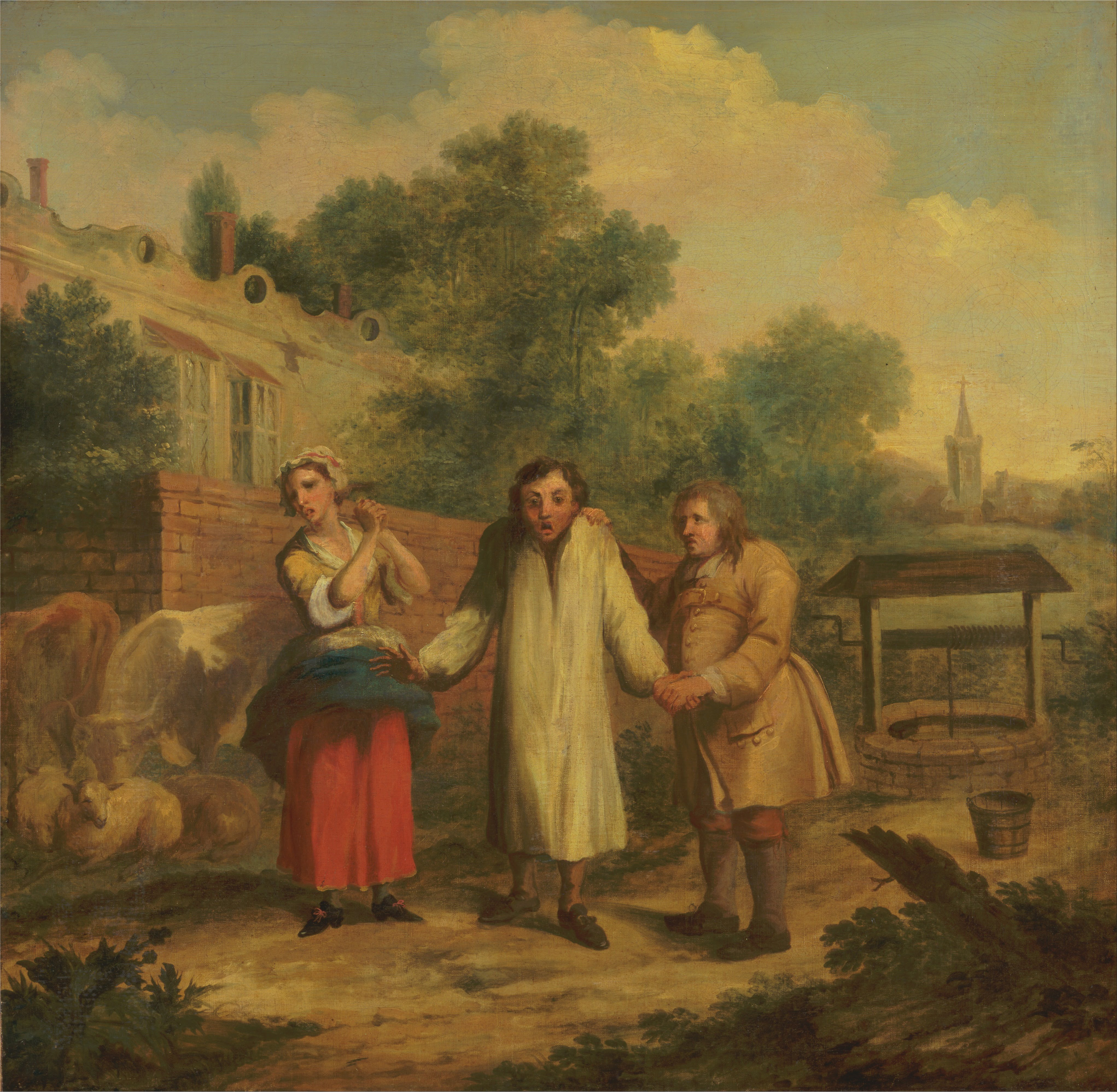
Hob wird rausgeworfen
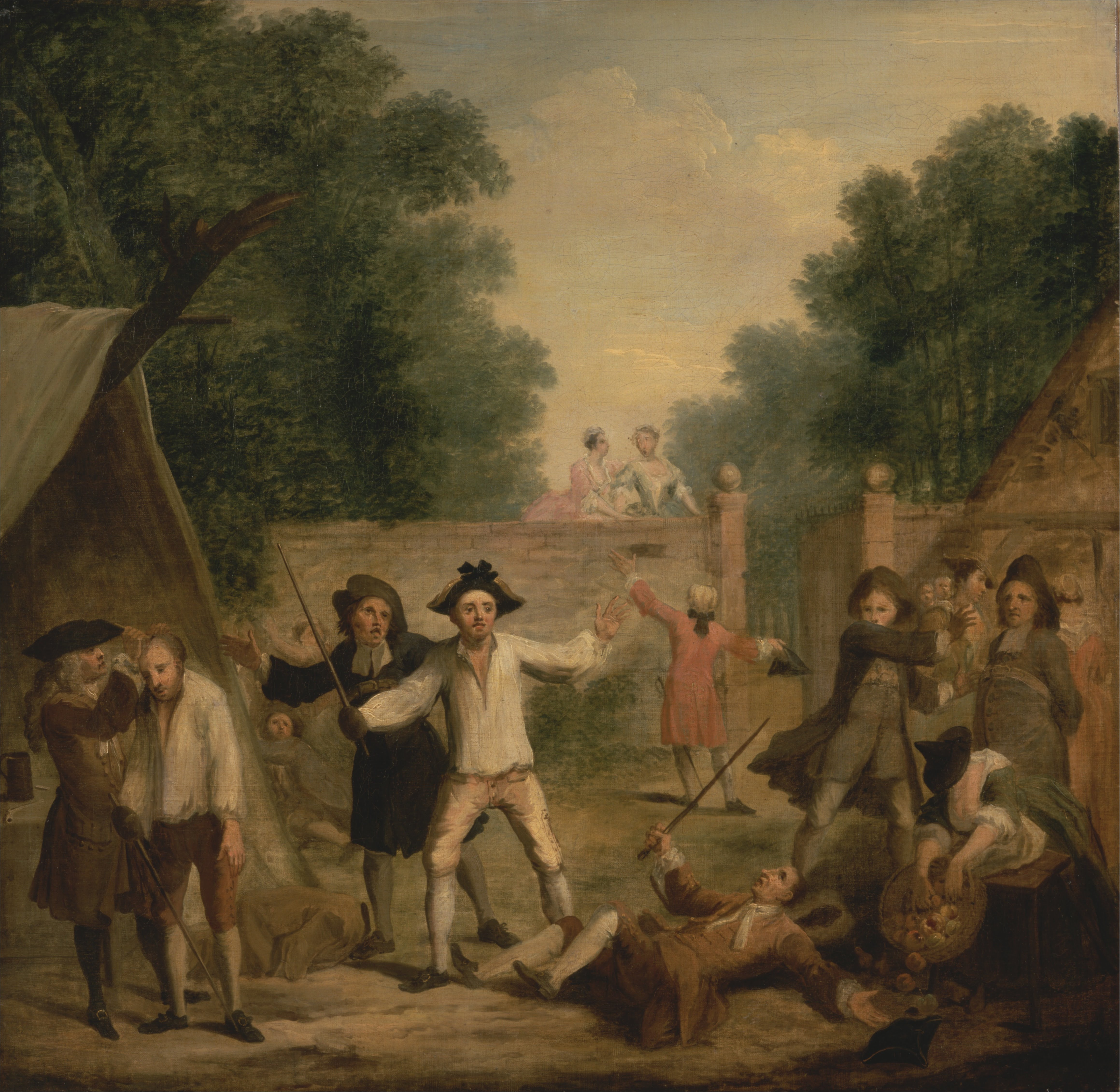
Hob im Duell